# Standarder för sändningshastighet inom telegrafi
Se Morsealfabetet.

## WORD-standard
Vid de tidigaste hastighetstävlingarna i USA för telegrafister tog man helt enkelt ordet WORD som referens, 4 tecken per ord. Kanske är det just detta som är den historiska förklaringen till måttet "words-per-minute" (WPM).
Observera att det här är fråga om amerikansk morsekod. Tidsavståndet mellan tecken inuti ett ord och tidsavståndet mellan ord var inte standardiserat, och dokumentationen vid de första tävlingarna var det lite si och så med, i varje fall i den form den blivit bevarad till eftervärlden. Det har därför efteråt diskuterats åtskilligt om vilken hastighet som rapporterade rekord egentligen innebar.
Om man antar följande proportioner:
- kort teckendel 1 enhet
- avstånd mellan teckendelar i ett "odelat tecken" (W och D) 1 enhet
- lång teckendel 3 enheter
- uppehåll inuti ett "delat" tecken förlängt till 2 enheter (O och R). Icke standardiserat, här godtyckligt valt
- avstånd mellan tecken inom ett ord 3 enheter
- avstånd mellan ord 5 enheter

I uppställningen nedan markeras teckenmellanrum med | och ordmellanrum med ||.
```
W O      R D
— ——— ——— | —  — | —  — — | ——— — — ||
9         3 4    3 6      3 7       5  Summa 40 enheter
```

Som jämförelse visas här hur det skulle bli med internationella koden enligt nuvarande standard:
```
W O             R D
— ——— ——— | ——— ——— ——— | — ——— — | ——— — — ||
9         3 11          3 7       3 7       7  Summa 50 enheter
```

Detta innebär att, åtminstone för just ordet WORD, och något förenklat, att American Morse är effektivare än den internationella koden. ("Man får mer sagt på kortare tid.") Vid en längre text ändras förutsättningarna för jämförelsen, som också är språkberoende, eftersom frekvensen av enskilda tecken varierar i olika språk. Det var dock en allmän uppfattning bland telegrafister som behärskade bägge systemen, att American Morse var mest tidseffektivt av de två. Denna uppfattning var då begränsad till att gälla enbart engelska språket.

## PARIS-standard
Vid en internationell telegrafikonferens i Paris bestämde man att referensordet för telegramhastighet skulle vara just ordet PARIS. Vid denna tidpunkt gällde att ordmellanrummet skulle vara 5 enheter:
```
P A       R I     S
– ––– ––– – | – ––– | – ––– – | – – | – – – ||
11          3 5     3 7       3 3   3 5     5   Summa 48 enheter
```

Som tidigare nämnts justerades ordmellanrummet sedermera till 7 enheter, vilket då medförde att referensordet numera omfattar 50 enheter. Detta har då den effekten att hastigheten måste ökas 4 % för att man på given tid ska hinna med lika många ord som förut med bara 5 enheters ordmellanrum.
Som en kuriositet kan nämnas att ordet MORSE ger precis samma resultat:
```
M O             R S       E
——— ––– | ––– ––– ––– | – ––– – | – – – | – ||
7       3 11          3 7       3 5     3 1 5   Summa 48 enheter (50 efter ordmellanrumjusteringen)
```

Det hade ju passat bra om man hade valt MORSE som referensord, men det var tydligen ingen som kom på det vid Paris-mötet, och därför blev referensordet PARIS, vilket gäller alltjämt.

## KANON-standard
Referensordet PARIS är inte riktigt representativt som medelvärde för längden av morsetecknen, när man sänder text på svenska språket. Bland annat har vi ju våra nationella bokstäver Å, Ä och Ö, som alla är "långa" morsetecken, men som inte finns alls i många andra språk. Man har kommit fram till att ordet KANON bättre representerar svenska språket, och därför lämpar sig som referensord för svensk klartext.
```
K A       N O             N
——— — ——— | — ——— | ——— — | ——— ——— ——— | ——— – ||
9         3 5     3 5     3 11          3 5     7   Summa 54 enheter
```

Ska man hinna med KANON med 54 enheter på samma tid som PARIS med 50 enheter måste man alltså öka takten med 8 %. Detta är så pass mycket att det blir högst påtagligt för telegrafisten. Detta är ett välkänt faktum för svenska militärtelegrafister: klartext (hastighet enligt KANON-standard) är svårare än krypto (hastighet enligt PARIS-standard). Kryptotext är nämligen alltid indelad i grupper om 5 tecken, och Å, Ä, Ö och de "långa" skiljetecknen förekommer normalt inte i kryptotext. Medellängden av orden i en längre svensk normaltext är större än 5. För telegrafisten innebär det att man vid kryptotext oftare får tillfälle att "vila sig" eller "springa ikapp" i de relativt långa pauserna (7 enheter) i ordmellanrummen än vid klartext.

## CODEZ- och CODEX-standard
Som referensord för American Morse Code föreslogs just ordet CODE som alternativ till WORD.
```
C O      D E
– –  – | –  – | ––– – – | – ||
6      3 4    3 7       3 1 5   Summa 32 enheter
```

Detta var ju väsentligt kortare än WORD:s 40 enheter och rakt inte jämförbart som hastighetsmåttstock. Av outrett skäl ökade man med ett tecken och valde ett retfullt svårt tecken tillsammans med CODE, nämligen Z.
```
C O      D E    Z
– –  – | –  – | ––– – – | – | – – –  – ||
6      3 4    3 7       3 1 3 8        5   Summa 40 enheter
```

Detta blir exakt lika långt som WORD! En ren gissning är att detta är embryot till senare standard med 5-ställiga kryptogrupper. Den som felfritt kunde sända och ta emot CODEZ (bland annat) blev godkänd vid ett telegraferingsprov.
Det har förekommit även varianten
```
C O      D E    X
– –  – | –  – | ––– – – | – | – ––– – – ||
6      3 4    3 7       3 1 3 9         5   Summa 41 enheter
```

som ju har med CODEZ jämförbar längd, men innebär en extra svårighet genom att X har nästan samma rytm som slutet på O tillsammans med D. Bara en skicklig telegrafist klarar detta.
CODEZ / CODEX gällde länge som referens för "Words per minute", WPM, vid utbildningen av militärtelegrafister vid US Signal Corps (de nordamerikanska signaltrupperna). Det hängde kvar även sedan man slutat med American Morse Code och övergått till International Code. Med detta som mått är det lättare att uppnå en viss hastighet uttryckt i WPM än om referensen är PARIS (50 teckendelar per ord).
Som jämförelse visar vi här hur det tar sig ut med internationell morsekod:
```
C O             D E   X
——— — ——— — | ——— ——— ——— | ——— — — | — | ——— ——— — — ||
11          3 11          3 7       3 1 3 11          7   Summa 60 enheter
```

Här spelar det ingen roll om man väljer CODEZ eller CODEX eftersom X och Z är lika långa vid ITA-1.
Men tar man CODEX som referens för mätning av WPM så blir det väsentligt snabbare (= svårare) med ett visst WPM-tal än mätt med PARIS som referensord.
Dessa exempel visar att måttet WPM inte är entydigt; man kan aldrig vara säker på hur fort det verkligen går, när ett visst WPM-tal uppges.

## Feet-metoden
Feet-metoden innebär att hastigheten anges som det antal feet (0,3048 m) av en hålremsa som på 1 minut genomlöper en remstransmitter system Creed.

## Baud och prickräkning
Baud (förkortat Bd) är ett hastighetsmått vid dataöverföring. Det avser överföring av en symbol/sekund. Vid telegrafi är en symbol = enhetsintervallet, som är den tid det tar att sända en kort signal, en prick. 1 Bd innebär då en prick per sekund. När man mäter telegraferingshastigheten med standardord (= PARIS) anger man antalet ord per minut. (WPM, words per minute.) Exempelvis hastigheten 10 WPM innebär då att man ska sända ordet PARIS 10 gånger på precis en minut (= 60 sekunder). I avsnittet Parismetoden ovan visas att PARIS innehåller 50 enhetsintervall (inklusive tiden för pausen om 7 enheter mellan ord). På 1 minut ska då sändas 10 · 50 = 500 enhetsintervall. Uttryckt i Bd motsvaras alltså 10 WPM av 500/60 = 8,33 Bd. I många länder, till exempel Sverige, är det praxis att inte räkna antalet ord, utan i stället antalet tecken, då telegraferingshastighet ska anges. Eftersom normalordet PARIS innehåller 5 tecken ger då en enkel multiplikation att 10 WPM motsvaras av 5 · 10 = 50 tecken per minut, 50-takt.
Det vetenskapliga sättet att mäta telegraferingshastighet är att ange hastigheten i Bd. Då slipper man alla problem med speciella morsetecken, som inte finns i alla språk (till exempel svenskans Å, Ä och Ö), hur man ska räkna skiljetecken och siffror, att medelordlängden i klarspråk inte är 5 som i referensordet PARIS och så vidare. Ett stickprov på texten i denna artikel ger som resultat att medelordlängden här är ungefär 14 tecken, alltså nästan 3 gånger så mycket som referensordet. Andra språk ger andra resultat.
Vid undersökningar av tillförlitligheten vid telegrafimottagning under svåra omständigheter (svag önskad signal störd av starka oönskade signaler, fädning), jämförelser med andra trafikslag, olika modulationsmetoder och så vidare, har Internationella Teleunionen (ITU) fastställt referenshastigheten till 8 Bd. Detta är detsamma som 1/8 sekund (= 125 ms) per enhetsintervall.
Ovan visades att 50-takt motsvaras av 8,33 Bd. Härav kan lätt proportioneras att 8 Bd motsvaras av 50 · 8 / 8,33 = 48-takt, vilket av även vana telegrafister anses vara en rimlig takt under svåra trafikförhållanden. (Under goda trafikförhållanden kan en van telegrafist sända och ta emot i den dubbla hastigheten och mer därtill.)

## Grov uppskattning av telegraferingshastigheten
För en typisk svensk klartext kan man överslagsvis komma i närheten av mätning med KANON-metoden, om man räknar på följande sätt: Varje tecken i alfabetet från A till Z, inklusive W, ges värdet 1, och bokstäverna Å, Ä, Ö jämte alla siffror och alla skiljetecken ges vardera värdet 2.
Exempel. Antalet tecken räknat på det sättet i föregående stycke (För en … värdet 2.) blir som följer:
| A – Z              | 207 |
| Å, Ä, Ö 2 × 16     | 32  |
| Siffror 2 × 2      | 4   |
| Skiljetecken 2 × 8 | 16  |
| Summa              | 259 |

Om strävan är att sända i exempelvis 80-takt skulle alltså denna mening sändas på uppskattningsvis 259/80 = 3,2375 minuter = 3 minuter och 14  (avrundat) sekunder.